# Абабурово (посёлок, Москва)
Абабу́рово — посёлок в Новомосковском административном округе Москвы. Входит в состав района Внуково. Расположен в 10 км от Московской кольцевой автомобильной дороги, между Минским и Боровским шоссе, в 2 км от железнодорожной платформы «Внуково» Киевского направления Московской железной дороги.
До 1 июля 2012 года был в составе Ленинского района Московской области. Официальное (зарегистрированное) население (2010) — ↗236 человек, реальная численность была значительно больше.
Входит в 30-километровую приаэродромную зону аэропорта Внуково, в которой формально, согласно действующему законодательству, запрещена жилая застройка.

## История
В 1453 году встречается в источниках Степан Обобуров, который продал свой двор в Mоскве великой княжне Софье Витовтовне, жене Василия I. А в XVI веке упоминается Абабурова пустынь.
Поэт Михаил Поздняев, случайно попавший в Абабурово и проживший в нём вместе с женой — поэтом Верой Павловой — несколько лет в 1990-е годы, позже пересказывал слова старожилов Анны Родионовой и Сергея Коковкина об Абабурове и примыкающем к нему посёлке Внукове:
…Начали выясняться про Внуково поразительные вещи. Что оно такая только с виду забытая деревня, в которой не различишь, кто молоко продаёт, а кто покупает. Что в самом начале нашей улицы Некрасова перед самой войной выстроили себе справные пятистенки Твардовский с Исаковским, что в овраге Любовь Орлова с мужем Александровым и соседями Лебедевым-Кумачом, Утёсовым и Дунаевским играли в волейбол, что полвека провёл здесь Игорь Ильинский, что собак тут столько развелось благодаря Сергею Образцову, который, кстати, руководил сооружением вот этой лестницы, ведущей на второй этаж, поднимитесь, посмотрите, что там у нас… а в посёлке Литфонда, граничащем с Абрикосовским садом, успел пожить Есенин, он тут, по нашей улице, ходил, на затылке кепи, в лайковой перчатке смуглая рука, а теперь в посёлке Литфонда кроме членов Литфонда живёт писатель Фазиль, воспевающий Кавказ на чистейшем русском языке, завтра вечером он к нам с женой и сыном в гости придёт. А ещё из Москвы приедут поэт и гражданин США по прозвищу Эмка, делающий вид, будто слеп, как крот, а на самом деле видящий всё, чтец миниатюры «Козёл на саксе» и исполнитель вампиров Сашка, само собой придут Алла с мужем и подругой, придут первый красавец Вахтанговского театра Вася с женой, красавицей и умницей Ирой, живущие по ту сторону оврага, рядом с дачей Громыки, ездившего по нашему внуковскому навозу на своём чёрном лимузине…

## Население
| 2002 | 2006 | 2010 |
| ---- | ---- | ---- |
| 144  | ↘72  | ↗236 |

## Общее названиеВнуково
Значительная часть поселения Внуковское от железнодорожной станции Внуково до аэропорта Внуково, в том числе и Абабурово, часто обобщённо называется Внуково. Одна из основных причин этого — многочисленное повторение топонима Внуково, берущего начало от деревни Внуково, в местных названиях: станция Внуково, посёлок станции Внуково, собственно деревня Внуково, посёлок Внуково, район Москвы Внуково, аэропорт Внуково, Внуковское шоссе.
После Второй мировой войны по мере увеличения количества дач знаменитостей в этой местности в противовес недалеко расположенному Переделкину возник даже особый внуковский патриотизм, о котором литератор Александр Кожедуб писал:

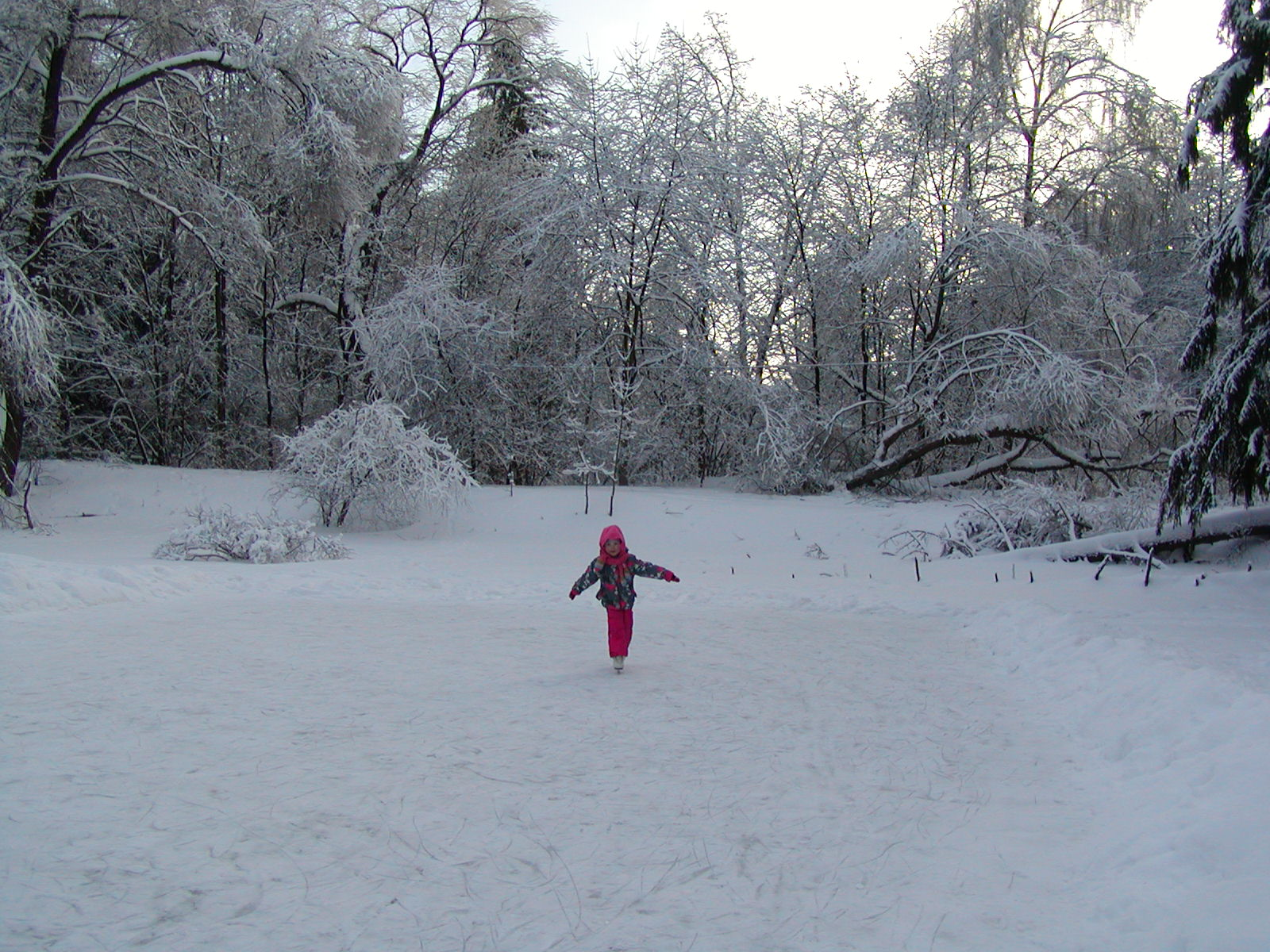
Зимний пруд на границе Абабурова и посёлка Внуково. Слева за кадром дача Александра Твардовского (Абабурово), справа — Владимира Познера (посёлок Внуково)

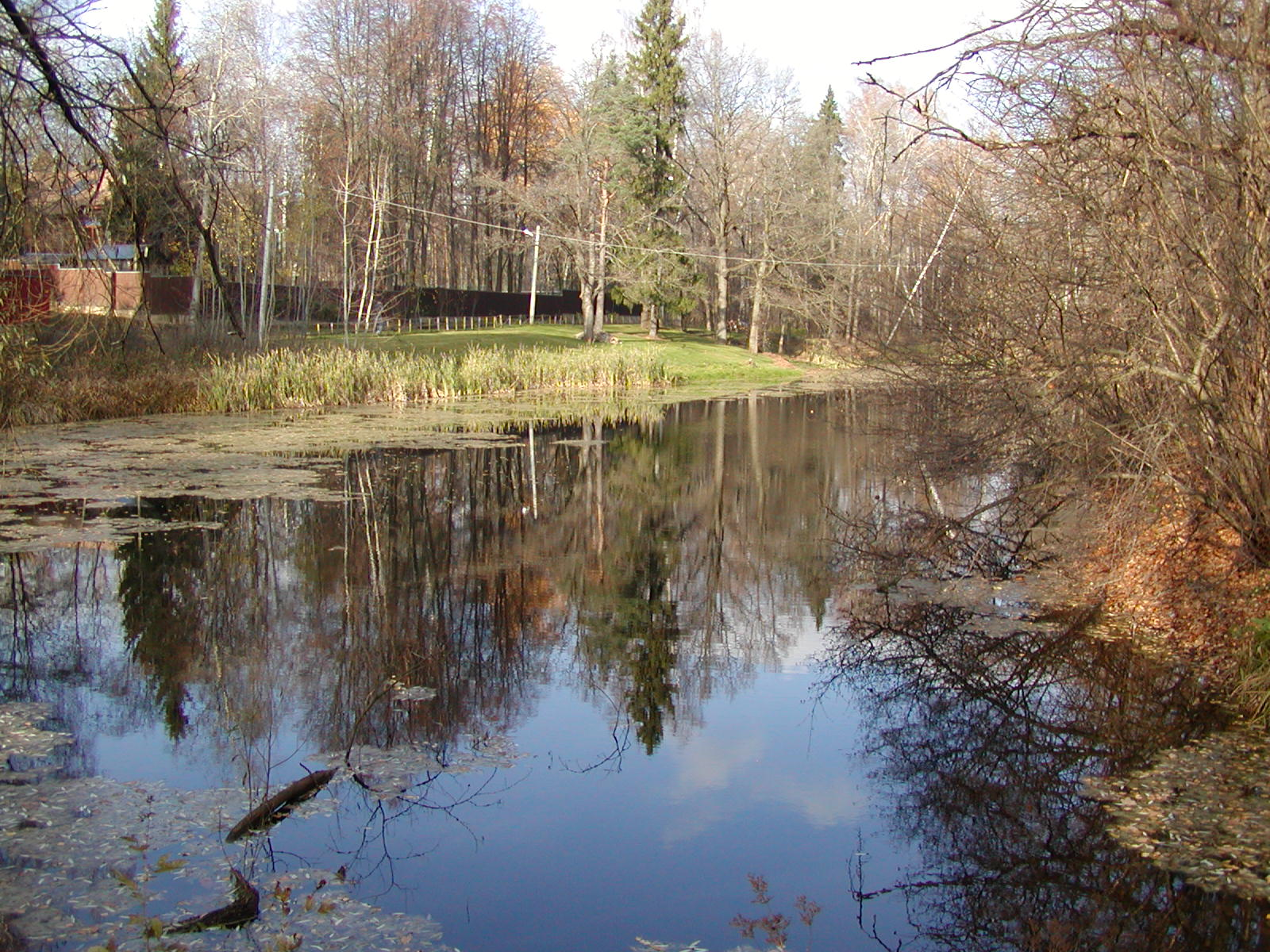
Тот же пруд осенью. Вид с другой стороны. Теперь слева — посёлок Внуково, справа — Абабурово

Литфондовский посёлок во Внуково был далеко не единственным обиталищем творческих работников. Ещё до войны здесь были выделены дачи Лебедеву-Кумачу, Соловьёву-Седому, Утёсову, Образцову, Лепешинской, Орловой и Александрову… Их дачи находились по одну сторону пруда. По другую, рядом с посёлком Абабурово, местные его называли Абабуровкой, расположились дачи Исаковского, Твардовского, Погодина. 

Недавно мне в руки попала книга племянницы Любови Орловой, которая летом часто жила у тёти во Внуково. Она писала, что внуковские знаменитости очень гордились своими дачами и даже распевали песню, в которой были слова: «Но известно всем давно: Переделкино хвалёное перед Внуковым говно!» 

Этот патриотизм был дорог моему сердцу. Внуковские окрестности меня завораживали. Я знал, где здесь опятные места, где растут белые, подосиновики и лисички, а где полно малины и орехов. 

К слову, Внуково манит знаменитостей и сейчас. Здесь живут телеведущий Познер, купивший участок у Лепешинской, актёры Лановой, Абдулов, Быстрицкая, Ахеджакова.

### В лесу

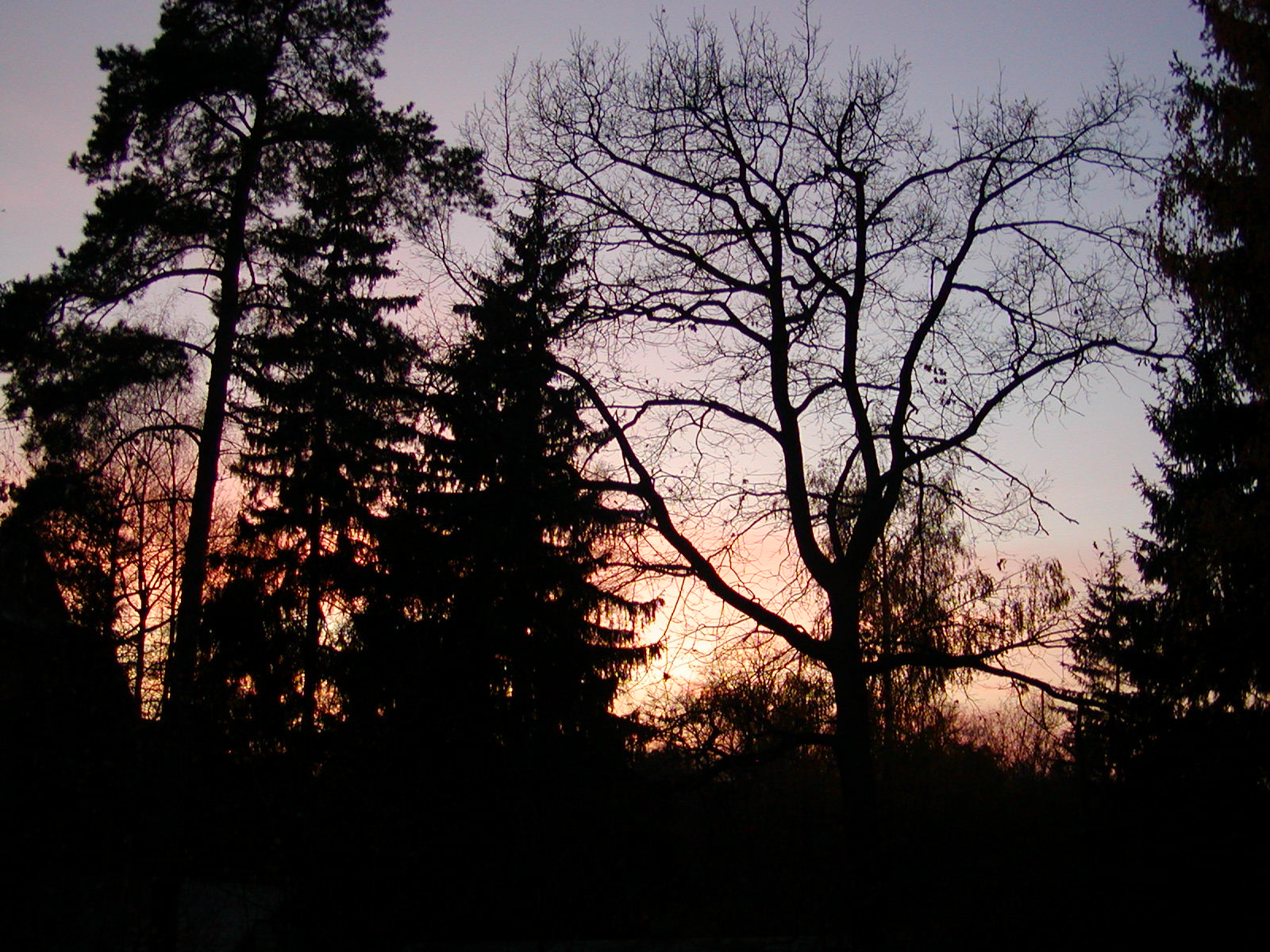
Осенний закат на улице Гоголя. Типичный для Подмосковья смешанный лес: преобладают ели, сосны, дубы, берёзы; в среднем ярусе распространён клён остролистный, в подлеске — лещина

Абабурово — самый «уединённый» и единственный почти полностью окружённый лесом посёлок поселения Внуковское. Сценаристка и актриса Анна Родионова, жившая на улице Некрасова по соседству с политиком Гавриилом Поповым, так описывала одну из политических коллизий времён перестройки, прожитую ею в Абабурове:
Межрегиональная группа — так говорили в очередях — призвала всех, кто за демократию, поставить вечером на окно зажжённую свечку. Многие в нашей Абабуровке, да и в Москве так поступили. Я тоже взяла подсвечник, зажгла толстую рублёвую свечу. И поставила на окно террасы. Терраса входила в темноту леса. Даже луны не было. Мою свечу могли заметить разве что белки или зайцы, чьи следы мы изредка находили на снегу…

## Улицы

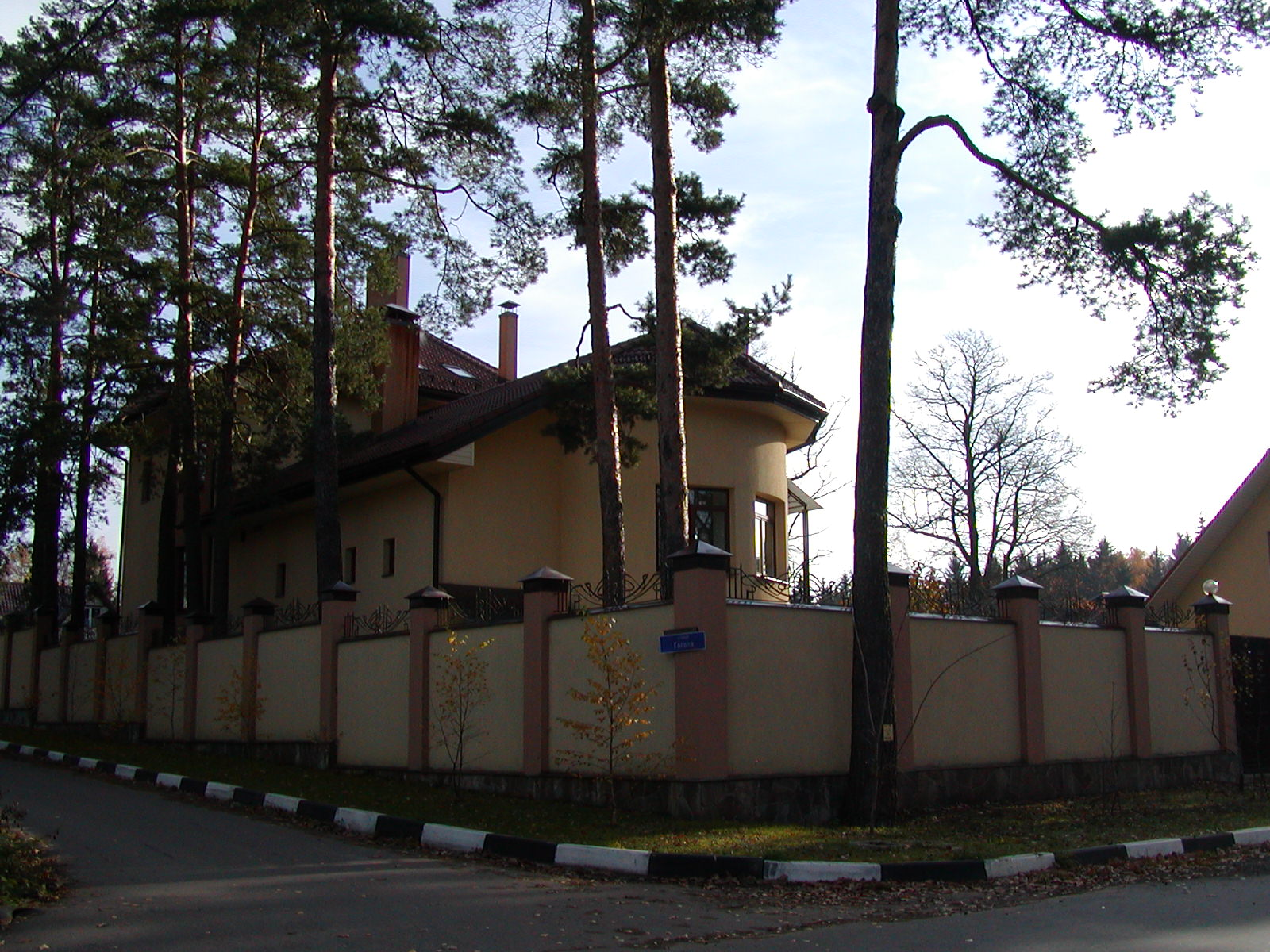
Угловой дом на пересечении улицы Гоголя и Литературного проезда

Небольшой центральный участок, соединяющий почти все старые и новые улицы Абабурово, называется Литературный проезд. Литературный проезд переходит в самую длинную одностороннюю улицу посёлка, тянущуюся вдоль леса и оканчивающуюся бывшим Домом творчества, — улицу Некрасова.
Самый большой по местным меркам перекрёсток с пересечением улиц — перекрёсток Литературного проезда и Октябрьской улицы с одной стороны и улицы Ломоносова с другой. Самая изогнутая улица Абабурово — Майская улица. Почти прямая Октябрьская улица, в начале отходящая от Литературного проезда параллельно Майской улице, в конце к ней примыкает.
По другой стороне Литературного проезда расположены четыре перпендикулярные ему и параллельные друг другу улицы: улица Чапаева, улица Ломоносова, улица Гоголя, улица Герцена. Первая в этом ряду улица Чапаева в конце поворачивает под прямым углом направо и идёт уже параллельно Литературному проезду, пересекаясь с прежде параллельными ей улицами Ломоносова, Гоголя, Герцена, которые оканчиваются примыканием к улице Чапаева. При этом улица Гоголя в конце перегорожена бетонными блоками и соединяется с улицей Чапаева лишь пешеходной тропинкой.

## Дом творчества
В 1970-е годы в конце улицы Некрасова, на месте пионерского лагеря, существовавшего с 1950-х годов, Литературный фонд построил Дом творчества из пяти двухэтажных коттеджей с тридцатью квартирами. На каждом этаже коттеджей было три квартиры и холл с диваном, креслами, журнальным столиком и телевизором. В Доме творчества было центральное отопление с собственной котельной, буфет, сауна. До железнодорожной станции Внуково курсировал специальный микроавтобус. Каждые две недели сестра-хозяйка выдавала свежее бельё. Обслуживающий персонал был из окрестных деревень — Изварино, Абабурово, Ликова.
В Доме творчества в разное время жили Георгий Семёнов, Николай Шундик, Виктор Кочетков, Лазарь Карелин, Лидия Обухова, Эрнст Сафонов, Борис Романов, Эдуард Шим, Юрий Антропов, Николай Старшинов, Вячеслав Марченко, Ричи Достян, Екатерина Шевелёва, Валентин Сидоров и др.
В начале 1990-х годов комендант Дома творчества, распродав часть казённого имущества, бежал в США. Котельная Дома творчества была закрыта, и писатели, чтобы не замёрзнуть, стали топить квартиры электрообогревателями. Чтобы не замёрзла вода в трубах, её просто не выключали. Через некоторое время жильцы квартир Дома творчества добились, чтобы к нему была проведена газовая труба, и оборудовали коттеджи газовыми котлами. Часть территории Дома творчества была продана Литфондом частным владельцам под строительство загородных особняков.

Коттеджи в Доме творчества
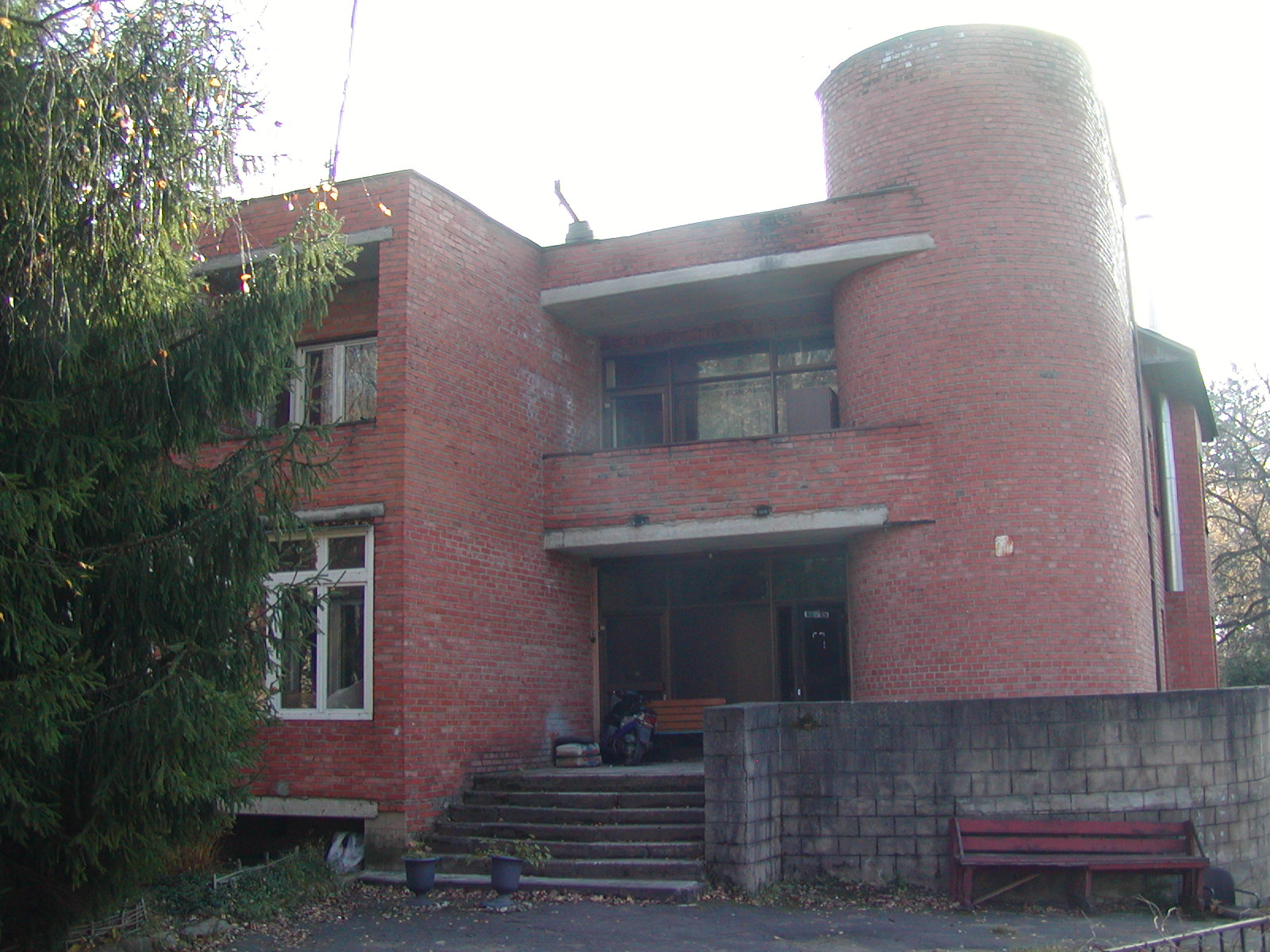
Один из коттеджей
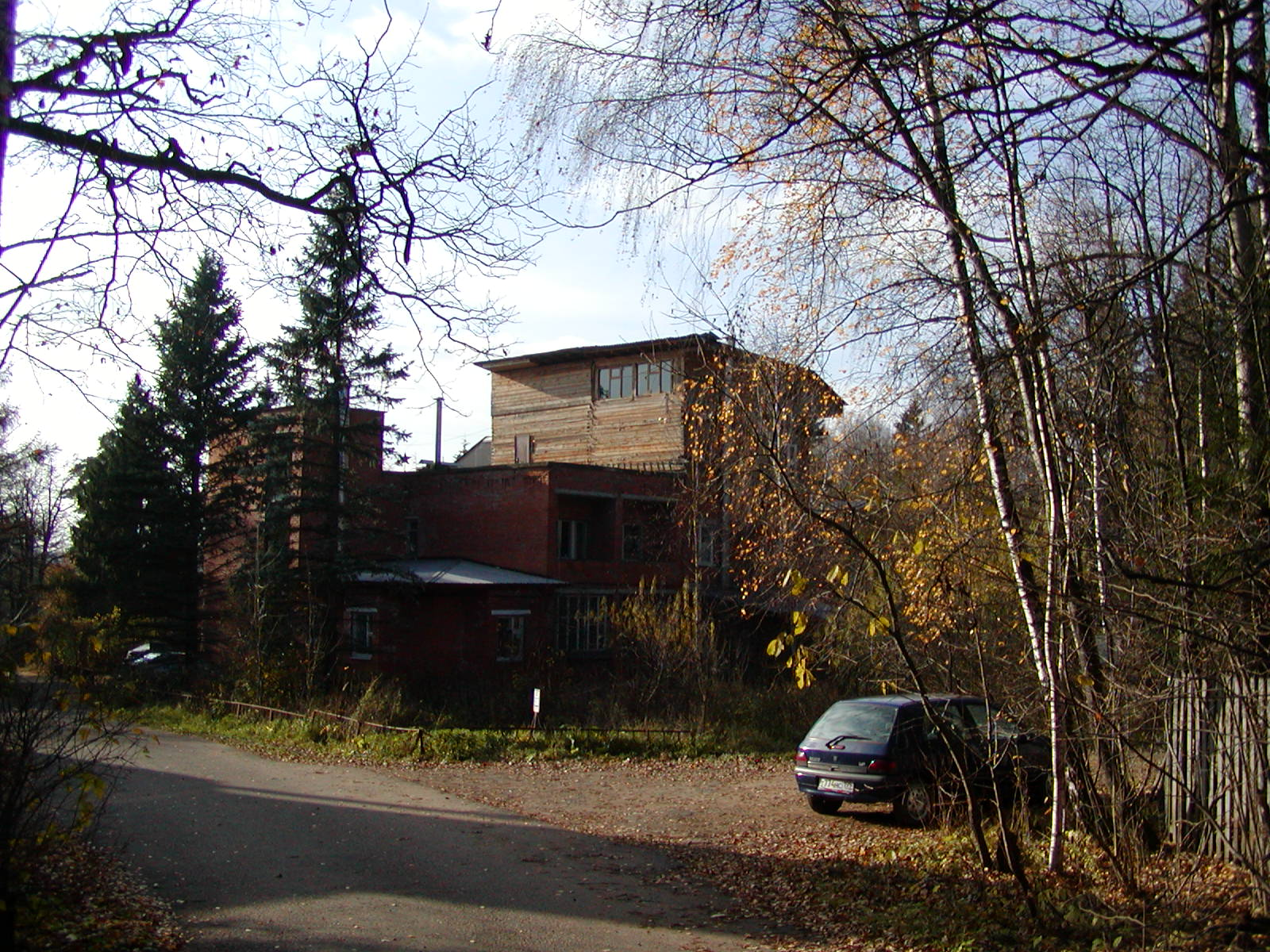
Коттедж с надстроенным деревянным «скворечником» — самодельным третьим этажом

## Стоимость недвижимости
Цена одной «сотки» (100 м²) земельного участка в Абабурово, как в стародачном посёлке, одна из самых высоких в Подмосковье. В 2010 году она составляла от 40 до 44 тыс. долл. США.